# Ghiacciaio Alberts
Il ghiacciaio Alberts  (in inglese Alberts Glacier) (66°52′S 64°53′W) è un ghiacciaio lungo circa 13 km e particolarmente ricco di crepacci situato sulla costa di Foyn, nella Terra di Graham, in Antartide. Il ghiacciaio, il cui punto più alto si trova 155 m s.l.m., fluisce verso est a cominciare dal pianoro di Avery fino ad entrare nell'insenatura di Mill, tra il ghiacciaio Balch e il promontorio Southard, e andando quindi ad alimentare la piattaforma di ghiaccio Larsen.

## Storia
Il ghiacciaio Alberts fu fotografato per la prima volta nel 1968 durante voli di ricognizione svolti dalla marina militare degli Stati Uniti d'America, grazie a tali fotografie fu poi mappato dal Direttorato dei rilevamenti cartografici d'oltremare nel 1980 e posizionato grazie a ricognizioni effettuate tra il 1947 e il 1957 dal Falkland Islands Dependencies Survey (FIDS). Il ghiacciaio fu così battezzato dal Comitato britannico per i toponimi antartici in onore di Fred G. Alberts, cartografo americano e segretario del Comitato consultivo dei nomi antartici (in inglese Advisory Committee on Antarctic Names) dal 1949 al 1980.